# Dasineura mali
Espèce
Dasineura mali (la cécidomyie du pommier ou cécidomyie des feuilles du pommier) est une espèce d'insectes diptères de la famille des Cecidomyiidae, d'origine européenne.
Cet insecte phytophage et oligophage, est inféodé aux espèces du genre Malus spp., notamment le pommier commun.
Les larves se développent dans les feuilles, les rongent et les enroulent autour de la nervure centrale, pouvant affecter la croissance des arbres, surtout en pépinière.

## Distribution
L'aire de répartition de Dasineura mali comprend l'Europe, la Russie (y compris Sibérie et Extrême-Orient, l'Amérique du Nord (Canada, États-Unis), l'Argentine et la Nouvelle-Zélande,.
La présence d'une seule cécidomyie dans une cargaison de pommes peut faire fermer l'exportation vers certains pays (Asie, Australie).